# Rezki Hamroune
Rezki Hamroune (Kouba, 10 marzo 1996) è un calciatore algerino, attaccante del CR Belouizdad.

## Carriera
Dopo aver giocato con vari club della quinta divisione francese, dal 2018 al 2021 ha militato nel JS Kabylie, formazione della massima serie algerina. Il 18 agosto 2021 viene acquistato dagli egiziani del Pharco.

## Statistiche

### Presenze e reti nei club
Statistiche aggiornate al 10 ottobre 2021.
| Stagione        | Squadra           | Campionato      | Campionato | Campionato | Coppe nazionali | Coppe nazionali | Coppe nazionali | Coppe continentali | Coppe continentali | Coppe continentali | Altre coppe | Altre coppe | Altre coppe | Totale | Totale |
| Stagione        | Squadra           | Comp            | Pres       | Reti       | Comp            | Pres            | Reti            | Comp               | Pres               | Reti               | Comp        | Pres        | Reti        | Pres   | Reti   |
| --------------- | ----------------- | --------------- | ---------- | ---------- | --------------- | --------------- | --------------- | ------------------ | ------------------ | ------------------ | ----------- | ----------- | ----------- | ------ | ------ |
| 2014-2015       | Digione 2         | CFA2            | 5          | 0          |                 | -               | -               |                    | -                  | -                  |             | -           | -           | 5      | 0      |
| 2015-2016       | Digione 2         | CFA2            | 16         | 3          |                 | -               | -               |                    | -                  | -                  |             | -           | -           | 16     | 3      |
| ott.-dic. 2016  | Selongey          | CFA2            | 4          | 0          |                 | -               | -               |                    | -                  | -                  |             | -           | -           | 4      | 0      |
| gen.-mag. 2017  | Wasquehal         | CFA2            | 11         | 1          |                 | -               | -               |                    | -                  | -                  |             | -           | -           | 11     | 1      |
| 2017-2018       | Saint-Apollinaire | N3              | 26         | 5          |                 | -               | -               |                    | -                  | -                  |             | -           | -           | 26     | 5      |
| 2018-2019       | JS Kabylie        | L1              | 28         | 9          |                 | -               | -               |                    | -                  | -                  |             | -           | -           | 28     | 9      |
| 2019-2020       | JS Kabylie        | L1              | 18         | 4          |                 | -               | -               | CCL                | 8                  | 2                  |             | -           | -           | 26     | 6      |
| 2020-2021       | JS Kabylie        | L1              | 25         | 7          | CdL             | 2               | 1               | CCC                | 11                 | 0                  |             | -           | -           | 38     | 8      |
| 2021-2022       | Pharco            | PL              | 0          | 0          |                 | -               | -               |                    | -                  | -                  |             | -           | -           | 0      | 0      |
| Totale carriera | Totale carriera   | Totale carriera | 133        | 29         |                 | 2               | 1               |                    | 19                 | 2                  |             | -           | -           | 154    | 32     |

## Palmarès

### Club

#### Competizioni nazionali
- Coppa di Lega algerina: 1

JS Kabylie: 2020-2021